# 1992 (film)
Pour plus de détails, voir Fiche technique et Distribution.
1992 est un film américain réalisé par Ariel Vromen et sorti en 2024.

## Synopsis
1992. La ville de Los Angeles est en proie à de violentes émeutes à la suite du tabassage de Rodney King. Mercer, un ancien criminel, fait tout pour protéger son fils lorsque des voleurs viennent s'en prendre à son lieu de travail.

## Fiche technique
Sauf indication contraire, les informations mentionnées dans cette section peuvent être confirmées par les bases de données cinématographiques IMDb et Allociné,  présentes dans la section « Liens externes ».
- Titre original : 1992
- Titres de travail : April 29, 1992 et Clash
- Réalisation : Ariel Vromen
- Scénario : Sascha Penn et Ariel Vromen, d'après une histoire de Sascha Penn
- Musique : Gilad Benamram
- Décors : John D. Kretschmer
- Costumes : Tiffany Hasbourne et Kristina Tomova
- Photographie : Frank G. DeMarco
- Montage : Danny Rafic
- Production : Adam Kolbrenner, Sascha Penn, Andreas Rommel, Ariel Vromen

Coproducteur : T'Shaun Barrett
- Sociétés de production : Kodiak Pictures, Trident Films et Sumatra Films
- Société de distribution : Lionsgate (États-Unis)
- Budget : N/A
- Pays de production :  États-Unis
- Langue originale : anglais
- Format : couleur
- Genre : drame, thriller
- Dates de sortie[1] :
  - États-Unis : 30 août 2024

## Distribution
- Tyrese Gibson : Mercer
- Ray Liotta : Lowell
- Scott Eastwood : Riggin Bigby
- Michael Beasley : Joseph
- Christopher Ammanuel : Antoine King
- Dylan Arnold : Dennis
- Oleg Taktarov : Titus

## Production
En août 2015, il est révélé qu'Ice Cube et son fils O'Shea Jackson Jr. vont jouer dans un film produit par Will Packer, réalisé par Donovan Marsh et distribué par Lionsgate. Il est finalement annoncé quelque temps plus tard qu'ils ne sont pas impliqués dans le film.
En mars 2021, Ariel Vromen est confirmé à la réalisation. En juillet 2021, il est annoncé que Tyrese Gibson, Ray Liotta et Scott Eastwood rejoignent la distribution. En septembre 2021, il est annoncé que Michael Beasley a rejoint le film et que le tournage est en cours en Bulgarie et à Los Angeles. En février 2022, les acteurs Christopher Ammanuel et Dylan Arnold sont annoncés.
En mai 2022, Collider révèle que Ray Liotta avait tourné toutes ses scènes avant son décès.